# Lombard (Illinois)
Lombard, genannt The Lilac Village (deutsch; die fliederfarbene Gemeinde), ist ein Vorort von Chicago im DuPage County des Bundesstaats Illinois in den Vereinigten Staaten.
Laut einer Schätzung des United States Census Bureau im Jahr 2004 lebten 42.975 Einwohner im Ort.

## Geschichte
Das Land des heutigen Lombard, das ursprünglich zum Gebiet der Potawatomi-Indianer gehörte, wurde erstmals um 1830 von europäischen Einwanderern besiedelt. Die Brüder Ralph und Morgan Babcock siedelten in einem Wäldchen in der Nähe des DuPage River. Um diese Keimzelle entwickelte sich Lombard in östliche und Glen Elly in westliche Richtung. Bereits 1837 war der Ort über eine Postkutschenlinie mit Chicago verbunden. Weitere Siedler wie Sheldon und Harrier Peck kamen um 1837 in die Gegend. Das Haus der Familie Peck diente auch als erste Schule der Gegend und wurde durch die Lombard Historical Society restauriert und im Jahr 2011 in das National Park Service Network of Freedom aufgenommen.
Die Anbindung an das Eisenbahnnetz im Jahr 1848 verschaffte den örtlichen Farmern den Anschluss an die Märkte in Chicago und Gewerbeimmobilien wurde rund um die Eisenbahnstation gebaut. Lombard wurde offiziell 1869 gegründet, benannt nach dem Chicagoer Bankier und Bauunternehmer Josiah Lombard.

## Geographie
Laut der Volkszählung von 2010 besaß der Ort eine Gesamtfläche von 27,1 Quadratkilometern, von denen 98,06 % Land- und 1,91 % Wasserfläche waren.

## Demografie
Laut der Volkszählung von 2000 lebten 42.322 Einwohner in 16.487 Haushalten und 10.716 Familien.
Die Bevölkerungsdichte lag bei 1686,3 Einwohner pro Quadratkilometer. Es gab 17.019 Wohneinheiten mit einer durchschnittlichen Bebauungsdichte von 678,1 Häusern pro Quadratkilometer.
In den 16487 Haushalten lebten in 29,8 % der Fälle Kinder unter 18 Jahren; 53,9 % waren zusammen lebende Ehepaare, 7,9 % einen weiblichen Haushaltsvorstand und 35,0 % waren keine Familien. 28,7 % aller Haushalte bestanden aus Einzelpersonen und in 10,3 % lebten Menschen, die 65 Jahre oder älter waren. Die durchschnittliche Haushaltsgröße betrug 2,49 Personen und die durchschnittliche Familiengröße lag bei 3,13 Personen.
23,0 % der Bevölkerung war unter 18 Jahre alt, 7,9 % war 18 bis 24 Jahre alt, 33,4 % zwischen 25 und 44 Jahre alt, 21,2 % zwischen 45 und 64 Jahre und 14,5 % waren 65 Jahre oder älter. Das Durchschnittsalter betrug 37 Jahre. Auf je 100 Frauen gab es 94,3 Männer. Auf je 100 Frauen im Alter von über 18 Jahren kamen 91,4 Männer.
Das mittlere Einkommen für einen Haushalt im Ort betrug 60.015 US-Dollar pro Jahr und das mittlere Einkommen für eine Familie betrug 69.686 US-Dollar pro Jahr. Das Pro-Kopf-Einkommen lag bei 27.667 US-Dollar pro Jahr. Über 2,0 % der Familien und 3,8 % der Bevölkerung lebten unterhalb der Armutsgrenze, einschließlich 3,6 % der unter Achtzehnjährigen und 4,0 % der Altersgruppe 65 Jahre oder älter.

## Persönlichkeiten

### Söhne und Töchter der Stadt
- Mário Roberto Emmett Anglim (1922–1973), römisch-katholischer Ordensgeistlicher, Prälat von Coari
- Charles Tilly (1929–2008), Historiker, Politologe und Soziologe
- Mary Elizabeth Mastrantonio (* 1958), Schauspielerin

### Mit Lombard verbundene Personen
- James Marcello (* 1941), Mobster
- Douglas Walker (* 1981), Filmkritiker und Videoproduzent (Siehe auch: That Guy with the Glasses)